# 黑貂之路
黑貂之路（俄语：соболиный путь），或稱貂皮之路、毛皮之路，是一條連接東北亞與中亞可能存在的古代商業貿易運輸路線。黑貂之路由蘇聯考古學家恩斯特·弗拉基米罗维奇·沙夫库诺夫（Эрнст Владимирович Шавкунов，1930-2001）於首先提出。
1985年，沙夫库诺夫在系統地研究了渤海國和女真遺址中的粟特和波斯文物後描述了這條路線。他認為1世紀時期東北亞的貂皮貿易就已經發展起來了，當地的「挹婁貂」曾聞名於中國。至7至10世紀時，貂皮貿易依然很發達，中亞和波斯的商人不經過中國，而是經由一條位於北亞的貿易路線可以直接向東北亞的部落購買貂皮。
根據沙夫库诺夫在其論文《東北亞民族歷史上的粟特人與黑貂之路》中，描述了黑貂之路的大致路線：從粟特人的七河地區出發，途經阿爾泰山、西蒙古、色楞格河盆地、鄂爾渾河上游、土拉河上游、克魯倫河和鄂嫩河上游、石勒喀河和额爾古納河、阿穆爾河，最終抵達阿穆爾河支流沿岸的東北亞偏遠地區。
中亞、韓國、日本學者都支持這一說法。但中國學者對這一說法表示質疑，有中國學者認為所謂「黑貂之路」實為絲綢之路的分支，應稱之為「北方絲綢之路」或「東北亞絲綢之路」。